# Martin Sonneborn
Martin Sonneborn (Gottinga, 15 maggio 1965) è un politico e giornalista tedesco, leader del partito satirico Die PARTEI. È stato il caporedattore del periodico satirico Titanic dal 2000 al 2005 e lavora anche per lo Spiegel Online e per la ZDF.
Nel 2000 fece parlare di sé per aver promesso, insieme agli altri editori del Titanic, dei regali ai delegati della FIFA in cambio del loro voto a favore della Germania per l'assegnazione dei mondiali di calcio del 2006.

## Biografia
Sonneborn si diplomò al ginnasio privato di Osnabrück e successivamente studiò Comunicazione, Germanistica e Scienze politiche a Münster, Vienna e Berlino, laureandosi con una tesi avente ad oggetto la rivista Titanic "ed i possibili effetti della satira". 
Dopo avere fatto tirocinio presso la redazione del periodico satirico Eulenspiegel nel 1995, Sonneborn entrò nella redazione di Titanic, di cui diventò caporedattore nel 2000. Fu sostituito in tale ruolo da Thomas Gsella nell'ottobre del 2005, ma continuò a scrivere per Titanic fino ad aprile del 2012. Dal 2006 è coeditore di Titanic.
Nell'agosto del 2004 Sonneborn ha fondato il partito satirico Die PARTEI. Sonneborn ha anche girato un film documentario insieme al regista Andreas Coerper sullo sviluppo e le attività del Die PARTEI dalla sua fondazione fino al 2009. 
Dal 2006 Sonneborn si occupa della redazione della colonna satirica SPAM per lo Spiegel Online e dal 2009 al 2014 è reporter per il programma televisivo Heute-show, in onda sulla ZDF.
Alle elezioni europee del 2014 viene eletto parlamentare europeo con il Die PARTEI, che ha ottenuto lo 0,6% dei voti. Viene rieletto alle elezioni europee del 2019 insieme al comico Nico Semsrott.